# Mrkopalj
Mrkopalj (olaszul: Mercopaglio) falu és község Horvátországban, a Tengermellék-Hegyvidék megyében. Közigazgatásilag Begovo Razdolje, Brestova Draga, Sunger, Tuk Mrkopaljski és Tuk Vojni települések tartoznak hozzá.

## Fekvése
Fiumétól 33 km-re keletre, a horvát Hegyvidék középső részén fekszik.

## Története
Mrkopalj egyike a Hegyvidék legrégibb településeinek. Első írásos említése 1477-ben Frangepán Márton egyik oklevelében történt. A Fortica nevű magaslaton egy a 14. vagy a 15. században a Frangepánok által jobbágyaik számára épített középkori kápolna maradványai találhatók. A sorozatos török támadások következtében a 16. században ez a vidék is elnéptelenedett és csak a 17. században települt újra. Életében fellendülést hozott az 1732-ben elkészült Karolina út, mely itt haladt át. Brestova Dragánál találhatók azoknak a hídpilléreknek a maradványai, mely a maga korában világelső építési technológia egyedülálló példái voltak. Mrkopalj 1785-ben Ravna Gorával és Vrbovskoval együtt II. Józseftől királyi városi kiváltságokat kapott saját címerrel, pecséttel, választott bíróval, tanáccsal és vásárjoggal. Plébániáját 1771-ben alapították, ekkor már valószínűleg romos és elhanyagolt volt régi Szűz Mária kápolnája. Ezzel egyidejűleg kezdődött a plébániatemplom építése, melyet 1778-ban Szent Fülöp apostol tiszteletére szentelt fel Kabalini. János zenggi püspök. 1789-ben pestis és dögvész pusztított. A nép a Szűzanya segítségéért fohászkodott és amikor a járvány megszűnt fogadalmat tett egy méltó kápolna építésére. Amint az új kápolna felépült mind több zarándok érkezett hozzá. Látva a zarándokok nagy számát Josip Parac plébános Ozsegovics Imre zenggi püspökhöz folyamodott, hogy eszközölje ki XVI. Gergely pápánál a kegyhellyé nyilvánítást. A pápa 1843-ban teljesítette a kérést és a kegyhely búcsúját szeptember harmadik vasárnapjában határozta meg. 1850 és 1854 között felépült az új kegykápolna, melyet a Hétfájdalmú Szűzanya tiszteletére szenteltek. A településnek 1857-ben 2065, 1910-ben 2001 lakosa volt. A falu a trianoni békeszerződésig Modrus-Fiume vármegye Delnicei járásához tartozott.
Mrkopalj a 20. század elejétől egyre népszerűbb sípályákkal is rendelkezett. 1913-ban itt indultak az első sí tanfolyamok az országban. Itt épült fel 1934-ben az ország első sí sánca is, ahol már 1936-ban nemzetközi versenyeket rendeztek. 1944. április 6-án a plébániatemplomot bombatalálat érte. A mellette levő plébániával és a falu több házával együtt leégett. Ettől kezdve a Hétfájdalmú Szűzanya kápolna töltötte be a plébániatemplom szerepét. 1947-48-ban megalakult a "Bijele Stijene" hegymászó egyesület és "Bitoraj" nevű sí szakága, melynek minden második mrkopalji a tagja volt. Nem véletlen tehát, hogy Mrkopalj rendelkezik az ország egyik legjobb sípályaival, ahonnan az ország több neves sportolója indult el. A falunak 2011-ben 755, a községnek összesen 1208 lakosa volt.

## Lakosság
| Lakosság változása | Lakosság változása | Lakosság változása | Lakosság változása | Lakosság változása | Lakosság változása | Lakosság változása | Lakosság változása | Lakosság változása | Lakosság változása | Lakosság változása | Lakosság változása | Lakosság változása | Lakosság változása | Lakosság változása | Lakosság változása |
| ------------------ | ------------------ | ------------------ | ------------------ | ------------------ | ------------------ | ------------------ | ------------------ | ------------------ | ------------------ | ------------------ | ------------------ | ------------------ | ------------------ | ------------------ | ------------------ |
| 1857               | 1869               | 1880               | 1890               | 1900               | 1910               | 1921               | 1931               | 1948               | 1953               | 1961               | 1971               | 1981               | 1991               | 2001               | 2011               |
| 2065               | 1909               | 2063               | 2052               | 2030               | 2001               | 1631               | 1732               | 1700               | 1823               | 1590               | 1450               | 1222               | 1196               | 923                | 755                |

## Nevezetességei
- A Hétfájdalmú Szűzanya tiszteletére szentelt plébániatemploma 1850 és 1854 között épült.[5]
- Mrkopalj legősibb templomának (14–15. század) maradványai a Forticán. Egykor valószínűleg temető is övezte.[5]
- Fajerinek nevezik a Karolina út egykori viaduktjának piramis alakú tartópilléreinek maradványait.[5]
- Mrkopaljtól mintegy 6 km-re a Gorski kotar területén 1030 méteres magasságban található a Matić poljana nemzeti emlékhely. A kelet-nyugati irányú, hosszúkás mezőn avatták fel a második világháborúban a hegyeken történő átkelés során itt megfagyott 26 partizán emlékhelyét, Zdenko Sila alkotását. A Primorje-Gorski Kotar hadosztály 13. dandárja Drežnica térségéből 1944. február 19-én indult Mrkopalj irányába, hogy csatlakozzon a hegység túloldalán harcoló partizán egységekhez. A rendkívüli hidegben történt átkelést azonban 26-an nem élték túl. A kövek az út mentén sorban állnak, jelképezve a menet során elhullott harcosokat.[6]